# Lettland i Eurovision Song Contest 2015
Lettland deltog i Eurovision Song Contest 2015 i Wien i Österrike.

## Uttagning
Landet valde sitt bidrag genom sin första nationella uttagning Supernova. Finalen hölls den 22 februari 2015 och vinnare blev Aminata med sin låt "Love Injected".

## Vid Eurovision
Lettland deltog i den andra semifinalen den 21 maj. Där hade de startnummer 10. De fick 155 poäng och hamnade på andra plats. Detta var första gången som Lettland lyckades ta sig till finalen sedan 2008.